# Явантроп
Ява́нтроп (нгандонгский, или солойский человек, лат. Homo erectus soloensis, от Ява и греч. anthropos — человек) — название ископаемого человека из Индонезии.
Кости явантропов были обнаружены в 1931—1933 годах на левом берегу реки Соло, у деревни Нгандонг (остров Ява), среди них — 12 неполных мужских и женских черепных коробок. Изначально был классифицирован как Homo sapiens soloensis, ныне классифицируется Homo heidelbergensis или Homo erectus.
Последние Homo erectus из Нгандонга жили в период от 117 000 до 108 000 лет назад.